# Brda (Split)
Brda – dzielnica Splitu, drugiego co do wielkości miasta Chorwacji. Zlokalizowana jest w północnej części miasta, ma 6 188 mieszkańców i 1,68 km² powierzchni.
Na terenie dzielnicy Brda znajduje się port (Sjeverna Luka) i stacja kolejowa.
Obszar dzielnicy Brda ograniczają:
- od północy – Morze Adriatyckie i miasto Solin,
- od wschodu – ulice Solinska i Sarajevska,
- od południa – ulica Hercegovačka,
- od zachodu – ulica Stinice.

Dzielnice sąsiadujące z Brda:
- od wschodu – Neslanovac,
- od południa – Ravne Njive,
- od zachodu – Lovret.